# 甘一驥
甘一驥（1529年—？），字德夫，號乾斋，江西南昌府南昌縣人，民籍，明朝政治人物。

## 生平
隆慶四年（1570年）庚午科應天鄉試第八名舉人，五年（1571年）中式辛未科會試第二百三十二名，二甲第五十一名進士。礼部觀政，授南京刑部主事，萬曆三年（1575年）升郎中，六年官雲南臨安府知府，萬曆十一年（1583年）二月升山東鹽運使，十六年加山東右參政銜，照舊管運使事。十九年（1591年）十月调補河南右參政，二十年（1592年）改调，照旧管事，三月升貴州按察使，卒于官。

## 家族
曾祖甘霖；祖父甘桂；父甘元奎，縣主簿。母金氏；前母文氏。永感下。兄甘一鵬、甘一鳳（嘉靖甲子科舉人、貢士、官懷慶府知府）。